# Liste des évêques de Batouri

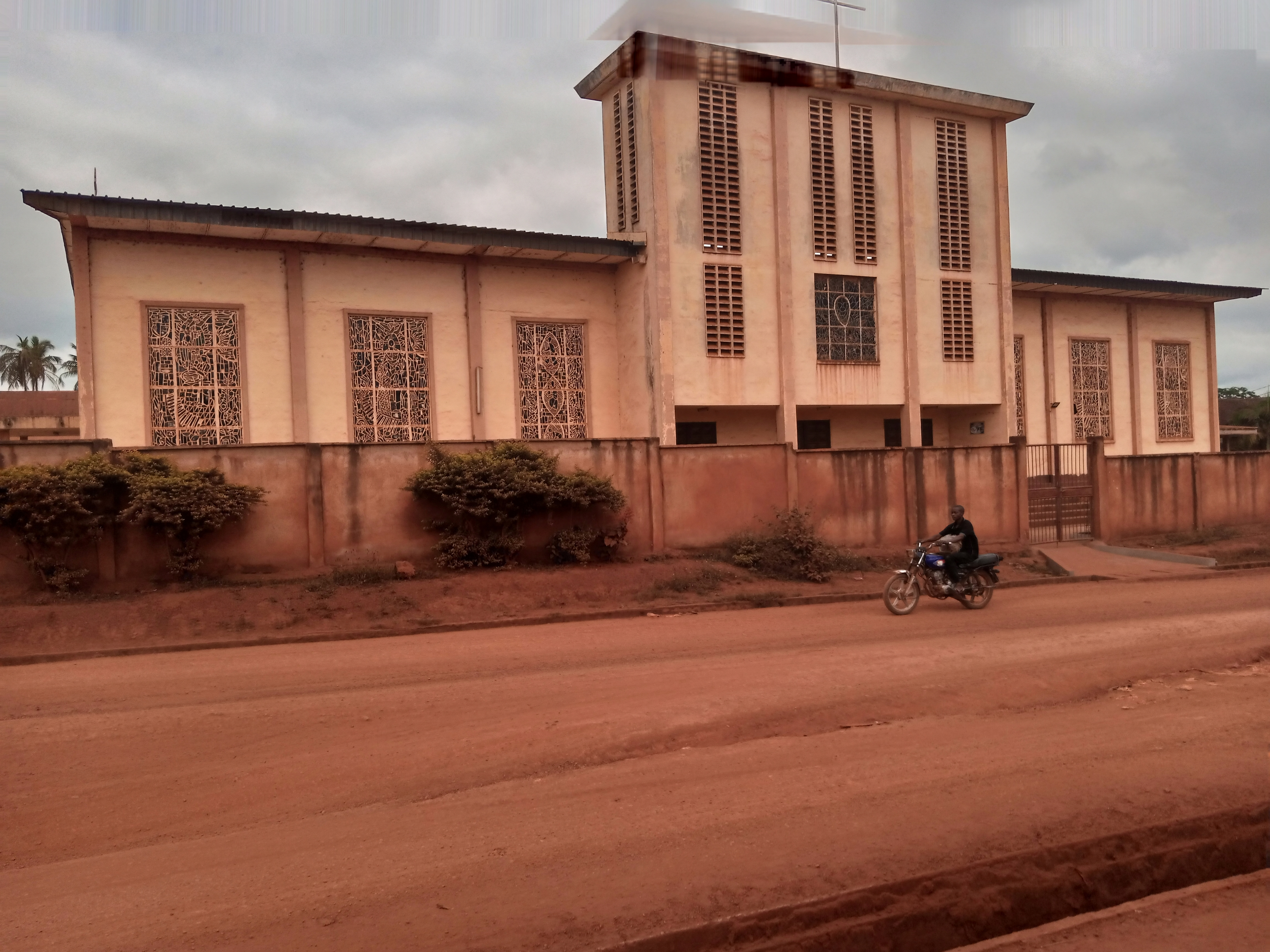
Cathédrale de Batouri

 La liste des évêques de Batouri recense les noms des évêques qui se sont succédé sur le siège épiscopal de Batouri au Cameroun depuis la fondation du diocèse de Batouri (Dioecesis Baturiensis) le 3 février 1994 par détachement de celui de Bertoua.

## Évêques
- 3 février 1994-3 juin 1999 : Roger Pirenne, CICM, nommé archevêque de Bertoua.
- 3 juin 1999-23 octobre 2000 : siège vacant
- 23 octobre 2000-3 novembre 2007 : Samuel Kleda, nommé archevêque de Douala
- 3 novembre 2007 - 3 décembre 2009 : siège vacant
- 3 décembre 2009 - 22 octobre 2016 : Faustin  Ambassa Ndjodo, CICM, nommé archevêque de Garoua.
- 22 octobre 2016 - 25 avril 2018 : siège vacant
- depuis le 25 avril 2018 : Marcellin-Marie Ndabnyemb

## Sources
- Fiche du diocèse sur le site catholic-hierarchy.org